# Sebastian Berko
Sebastian Berko, slovenski nogometaš, * 20. junij 1984, Maribor.
Berko je nekdanji profesionalni nogometaš, ki je igral na položaju branilca. V svoji karieri je igral za slovenske klube Izolo, Dravo Ptuj, Muro, Rudar Velenje, Malečnik, Bistrico in Lenart, italijansko Triestino in ciprski Achyronas-Onisilos. Skupno je v prvi slovenski ligi odigral 142 tekem in dosegel sedem golov. Bil je tudi član slovenske reprezentance do 16, 17, 18, 19, 20 in 21 let.